# Brian Murphy
Brian Murphy, född 17 mars 1961 i Moncton, New Brunswick, Kanada. Politiker och före detta borgmästare i födelsestaden. Han var liberal parlamentsledamot 2006–2011.